# Мюррей, Хью
Хью Мюррей (англ. Hugh Murray; род. 8 января 1979, Белсхилл) — шотландский футболист, полузащитник. Является воспитанником клуба «Сент-Миррен». Сыграл за клуб в официальных встречах более 300 матчей.

## Карьера
Начал свою карьеру Мюррей при Тони Физпатрике в конце шотландского сезона 1996/97 в клубе «Сент-Миррен». В следующем сезоне игрок основательно закрепился в основе.
В 2006 году Мюррей попал в Зал славы Сент-Миррен в возрасте 27 лет. Отличается великолепным выбором позиции и футбольным чутьём.
На этот момент Мюррей сыграл за «Сент-Миррен» более 300 матчей.